# 自然法党 (アメリカ)
自然法党（しぜんほうとう、英語: Natural Law Party）は、アメリカ合衆国の政党で、全宇宙を支配する完全な秩序である自然法（自然の法則）を奉じる。マハリシ・マヘーシュ・ヨーギーと彼が提唱する超越瞑想、ヴェーダ科学の影響を強く受け、犯罪が減少するなどと謳い超越瞑想と「ヨーガのフライング」（空中浮揚）を実践を推奨していた。1990年代に活発に活動し、1996年と2000年に量子化学者のジョン・ハゲリンを大統領候補にあげているが、象徴的な候補にすぎず、実際はわずかな得票しかなかった。ヨーロッパやカナダでも同様の理念を掲げる自然法党が活動した。アメリカ合衆国では2003年までに衰退して、2004年ほぼ解散状態となったと言われている。ジャック・ケヴォーキアンは2008年にミシガン州9区から自然法党公認で下院選挙に立候補したが、大差で落選した。 